# Windom
Windom település az Amerikai Egyesült Államok Minnesota államában, Cottonwood megyében, melynek megyeszékhelye is. Lakosainak száma 4798 fő (2020. április 1.).

## Népesség
A település népességének változása:

| 2010 | 4 646 |
| 2020 | 4 798 |